# Corydoras napoensis
 Corydoras napoensis és una espècie de peix de la família dels cal·líctids i de l'ordre dels siluriformes.

## Morfologia
Els mascles poden assolir els 4,2 cm de longitud total.

## Distribució geogràfica
Es troba a Sud-amèrica: conca occidental del riu Amazones a l'est de l'Equador i al Departament de Loreto (Perú).